# Уніфікований ідентифікатор ресурсів
Уніфіко́ваний ідентифіка́тор ресу́рсів (англ. Uniform Resource Identifier, URI) — компактний рядок літер, який однозначно ідентифікує окремий абстрактний чи фізичний ресурс. Основне призначення таких ідентифікаторів — зробити можливою взаємодію з поданнями ресурсів через мережу, переважно Всесвітнє павутиння, використовуючи спеціальні протоколи. URI визначається схемами, які визначають синтаксис та відповідні протоколи. Найпоширенішою формою URI є уніфікований локатор ресурсів (URL), який неофіційно називають вебадресою. Рідше використовується уніфіковане ім'я ресурсів (URN), яке було розроблене, щоб доповнити URL забезпеченням механізму для ідентифікації ресурсів в просторі імен.
Символи в URI, що не входять до ASCII, зашифровуються за допомогою Відсоткового кодування.
Раніше URI називався Universal Resource Identifier — універсальний ідентифікатор ресурсів (див. RFC 1630 та http://www.w3.org/Addressing/URL/uri-spec.html.)

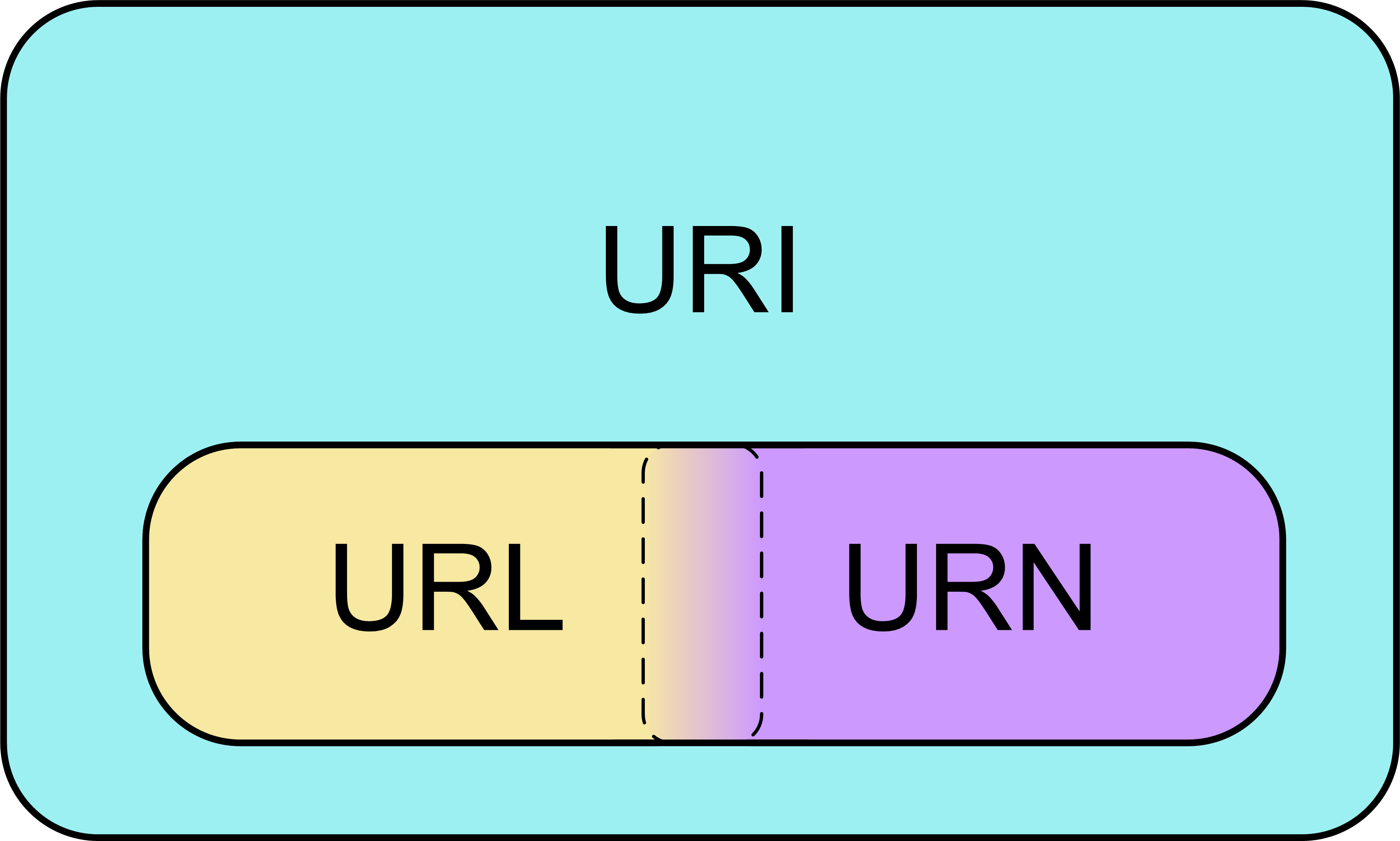
Діаграма Венна на якій зображено підмножини схем URI: URL та URN.

Стаття 1 Закону України «Про телекомунікації»  визначає термін «Адреса мережі Інтернет» як визначений чинними в Інтернеті міжнародними стандартами цифровий та/або символьний ідентифікатор доменних імен в ієрархічній системі доменних назв.

## Історія
В 1990 році в Женеві, Швейцарія, в стінах Європейської ради з ядерних досліджень (фр. Conseil Européen pour la Recherche  Nucléaire, CERN) британським вченим Тімом Бернерсом-Лі було винайдено позначення місцезнаходження ресурсу URL. З огляду на те що URL є найвикористовуванішою підмножиною URI, то 1990 рік прийнято вважати роком народження URI. Але, концепція URI була документально оформлена лише у червні 1994 року в документі RFC 1630.
Нова версія URI була визначена в 1998 році у RFC 2396, тоді ж слово Universal в назві було змінено на Uniform. В грудні 1999 року RFC 2732 ввів в специфікацію URI невеликі зміни, забезпечивши сумісність IPv6. В серпні 2002 року RFC 3305 анонсував застарілість терміна URL і пріоритет URI. Поточна структура та синтаксис URI регулюється стандартом RFC 3986, що вийшов в січні 2005 року. Багато новітніх технологій семантичного павутиння (наприклад, Resource Description Framework, RDF) базуються на стандарті URI. Зараз провідна роль в розвитку URI належить Консорціуму Всесвітнього павутиння.